# فرودگاه ویدیاناگار
فرودگاه ویدیاناگار (به انگلیسی: Vidyanagar Airport) یک فرودگاه همگانی با کد یاتا VDY است که یک باند فرود آسفالت دارد و طول باند آن ۱۵۹۲ متر است. این فرودگاه در شهر بلاری کشور هند قرار دارد.